# اچ‌ام‌اس ترامپ (پی۳۳۳)
اچ‌ام‌اس ترامپ (پی۳۳۳) (به انگلیسی: HMS Trump (P333)) یک زیردریایی بود که طول آن ۲۷۳ فوت (۸۳ متر) بود. این زیردریایی در سال ۱۹۴۴ ساخته شد.